# Jisaburo Ozawa
Jisaburo Ozawa (Japans: 小沢 治三郎, Ozawa Jisaburō) (Koyu, 2 oktober 1886 – 9 november 1966) was een viceadmiraal in de Japanse Keizerlijke Marine die in de Tweede Wereldoorlog vocht onder meer in de Slag in de Filipijnenzee en de Slag in de Golf van Leyte en hij was de laatste opperbevelhebber van de gecombineerde vloot. Hij was twee meter lang en had als bijnaam waterspuwer Onigawara.

## Loopbaan
Ozawa studeerde op 19 november 1909 af aan de academie van de Japanse Keizerlijke Marine als 45e van 179 cadetten. Hij diende als adelborst op de kruisers Soya en Kasuga en op het slagschip Mikasa. Op 15 december 1910 werd hij vaandrig en diende hij op de torpedobootjager Arare, slagschip Hiei en de kruiser Chitose.
Op 1 december 1912 werd hij onderluitenant en op 13 december 1915 werd hij luitenant.
Hij diende op slagschip Kawachi en op torpedobootjager Hinoki. Hij volgde een specialisatie in torpedo's en studeerde in 1919 af aan het “College voor Oorlog op Zee”. Op 1 december 1921 werd hij lieutenant commander en kreeg hij het bevel over de torpedobootjager Take en nadien de Shimakaze en de Asakaze. Hij werd in 1925 hoofdofficier torpedo's op het slagschip Kongō en werd op 1 december 1926 commandant.
Ozawa diende van 1925 tot 1933 bij de generale staf en in 1930 maakte hij een studiereis naar Europa en de Verenigde Staten van Amerika.
Op 1 december 1930 werd hij kapitein-ter-zee en op 15 november 1934 kreeg hij het bevel over de kruiser Maya en in 1935 over het slagschip Haruna.
Op 1 december 1936 werd hij schout-bij-nacht.
In 1937 was hij stafchef van de gecombineerde vloot en ook hoofd van de Keizerlijke Japanse Marineacademie. Hij werd op 15 november 1940 viceadmiraal.
Ozawa was een voorstander van vliegdekschepen en beval aan dat die in een vloot verzameld werden om samen te oefenen en te vechten.

## Tweede Wereldoorlog

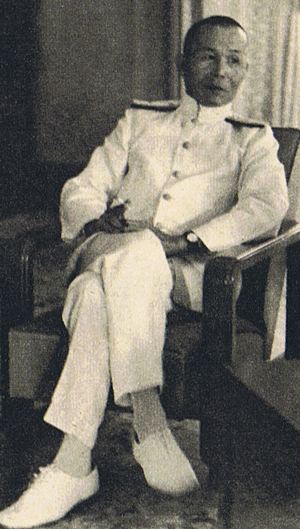
Ozawa in Saigon op 16 november 1941.

Na de aanval op Pearl Harbor werd Ozawa opperbevelhebber van de vloot in de Zuid-Chinese Zee die de Japanse invasie van Malaya moest steunen.
Van januari tot maart 1942 hielp zijn vloot bij de invasie van Java en Sumatra.
Van maart tot april 1942 bracht hij 23 Britse vrachtschepen tot zinken in de Indische Oceaan.

### Slag in de Filipijnenzee
Op 11 november 1942 verving hij Chuichi Nagumo als opperbevelhebber van de 3e vloot.
In de Slag in de Filipijnenzee op 19 en 20 juni 1944, de grootste zeeslag tussen vliegdekschepen, leed hij een zware nederlaag. Hij trok zich terug naar Okinawa en bood zijn ontslag aan, maar dat werd geweigerd.

### Slag in de Golf van Leyte

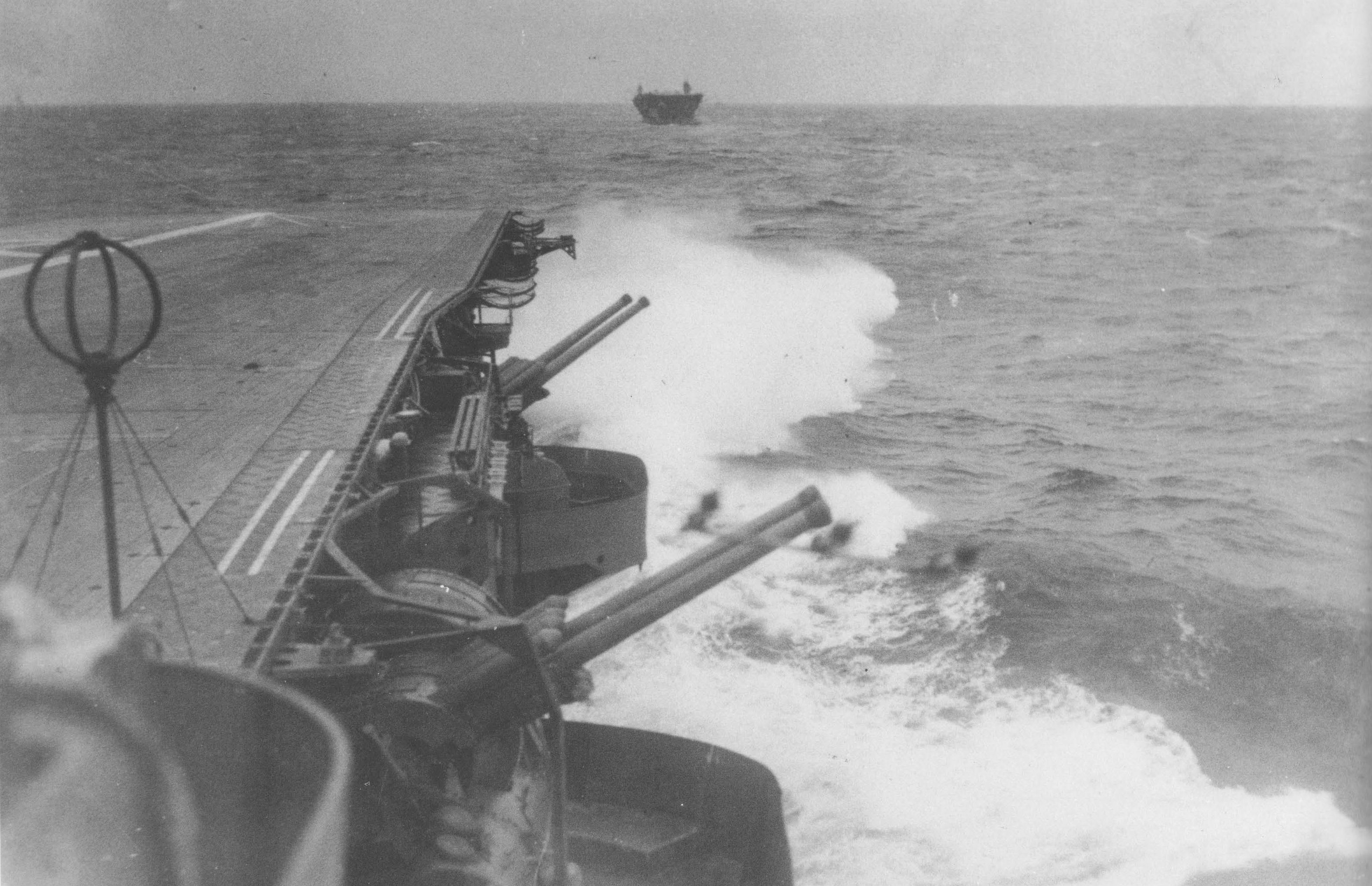
Ozawa vocht de Slag in de Golf van Leyte op vliegdekschip Zuikaku.

In oktober vocht hij de Slag in de Golf van Leyte, de grootste zeeslag ooit tegen admiraal William Halsey.
Hij moest zijn schepen opofferen zodat admiraal Takeo Kurita de San Bernardinostraat kon oversteken om de invasiemacht van generaal Douglas MacArthur aan te vallen op de stranden van het eiland Leyte. Ozawa verloor al zijn vliegdekschepen, maar overleefde.
Op 29 mei 1945 ging hij bij de generale staf en hij was de laatste opperbevelhebber van de Japanse Keizerlijke Marine. Hij weigerde een bevordering tot admiraal.
Zijn collega admiraal Takeo Kurita zat bij zijn sterfbed.

## Militaire loopbaan
- Adelborst (海軍少尉候補生 Kaigun shōi kōhosei), Japanse Keizerlijke Marine: 19 november 1909[6]
- Luitenant ter Zee 3e klasse (海軍少尉 Kaigun-shōi), Japanse Keizerlijke Marine: 15 december 1910[6]
- Luitenant ter Zee 2e klasse (海軍中尉 Kaigun-chūi), Japanse Keizerlijke Marine: 1 december 1912[6]
- Luitenant ter Zee 2e klasse (oudste categorie) (海軍大尉 Kaigun-daii), Japanse Keizerlijke Marine: 13 december 1915[6]
- Luitenant ter zee 1e klasse (海軍少佐 Kaigun-shōsa), Japanse Keizerlijke Marine: 1 december 1921[6]
- Kapitein-luitenant ter zee (海軍中佐 Kaigun-chūsa), Japanse Keizerlijke Marine: 1 december 1926[6]
- Kapitein-ter-zee (海軍大佐 Kaigun-daisa), Japanse Keizerlijke Marine: 1 december 1930[6]
- Schout-bij-nacht (海軍少将 Kaigun-shōshō), Japanse Keizerlijke Marine: 1 december 1936[6]
- Viceadmiraal (海軍中将 Kaigun-chūjō), Japanse Keizerlijke Marine: 15 november 1940[6]

## Onderscheidingen
- Orde van de Heilige Schatten, 2e klasse
- Commandanten insigne[5]
- Badge voor Afgestudeerden van Marine Staf College[5]
- 1937 China Incident medaille[5]
- Groot Oostelijke-Aziatische Oorlogsmedaille[5]